# Murad Wilfried Hofmann

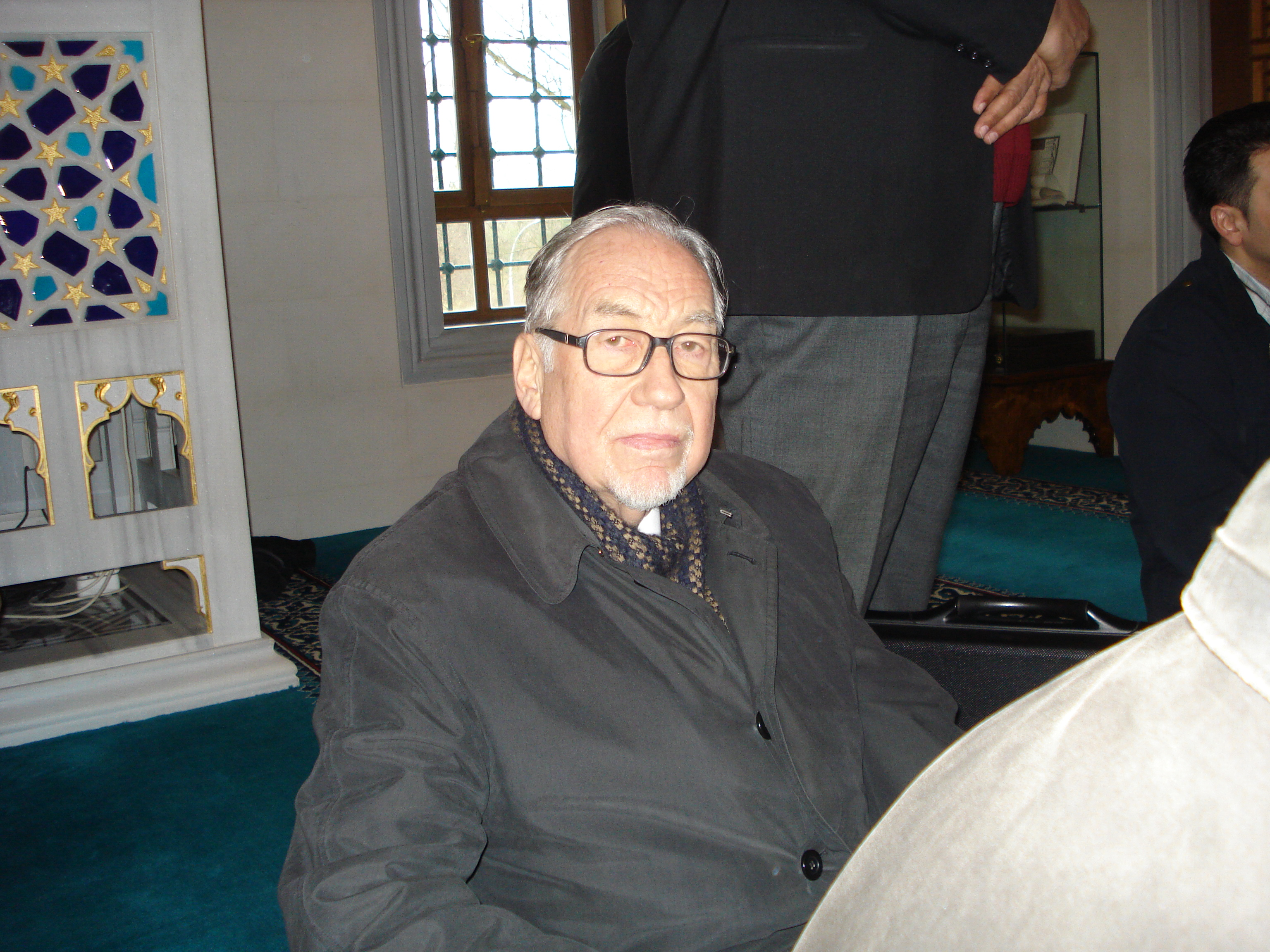
Murad Wilfried Hofmann (2008)

Murad Wilfried Hofmann, ursprünglich Wilfried Hofmann (* 6. Juli 1931 in Aschaffenburg; † 12. Januar 2020 in Bonn), war ein deutscher Jurist und Diplomat. Der 1980 zum Islam konvertierte Hofmann war u. a. der Autor von Sachbüchern zum Thema Islam und Bearbeiter einer Koranübersetzung.

## Werdegang und Laufbahn
Wilfried Hofmann stammte aus einer katholischen Familie. Er war ein Großneffe Hugo Balls, eines Mitbegründers des Dadaismus. Nach seinem Abitur als Klassenbester in Aschaffenburg begann er 1950 sein Studium als HELP-Stipendiat (Higher Education for Lasting Peace) und Gast der Psi Upsilon Fraternity am Union College in Schenectady (US-Bundesstaat New York) mit Schwerpunkt Soziologie, Arbeitsrecht und angloamerikanische Literatur.
Anschließend studierte er Jura in München. Er schloss dieses Studium am 27. Februar 1955 mit dem 1. juristischen Staatsexamen und am 27. Februar 1957 mit dem Doktorexamen zum Thema Der Schutz der Gerichte vor Beeinflussung und Verunglimpfung durch die Presse nach deutschem und amerikanischem Recht (Contempt of Court by Publications) bei Rudolf Pohle ab.
Während seiner Zeit als Rechtsreferendar in München von 1955 bis 1959 arbeitete Hofmann auch als Assistent für Zivilprozessrecht an der Universität München (Prof. Leo Rosenberg; Prof. Pohle) sowie bei deutschen und amerikanischen Anwaltsfirmen (Dres. Winkelmann; Dres. Oehl & Nörr; Milton M. Crook). Das 2. juristische Staatsexamen legte er am 27. April 1959 in München ab.
Von 1960 bis 1961 studierte er Amerikanisches Recht an der Harvard Law School in Cambridge, Massachusetts, mit Schwerpunkt Vertragsrecht, Zivilprozessrecht und Rechtsvergleichung. Gleichzeitig war er dort als Forschungsassistent für den Supreme Court tätig zum Thema: „Welche Ursachen führten zu Reformen des Zivilprozeßrechts in den deutschen Staaten von 1750–1830?“.
1961 trat er in den Dienst des Auswärtigen Amts ein und war bis 1994 im diplomatischen Dienst tätig, zunächst am deutschen Generalkonsulat in Algier, wo er den Algerienkrieg unmittelbar miterlebte. Von 1970 bis 1972 gehörte er unter Botschafter Dirk Oncken dem Planungsstab des Auswärtigen Amtes an. Von 1973 bis 1976 war er stellvertretender Leiter der deutschen Delegation bei den MBFR-Verhandlungen zwischen NATO und Warschauer Pakt in Wien. Von 1979 bis 1983 leitete er das Referat „NATO und Verteidigung“ im Auswärtigen Amt in Bonn. Von 1983 bis 1987 arbeitete er als Informationsdirektor der NATO in Brüssel. Von 1987 bis 1990 war er deutscher Botschafter in Algier, Algerien. Anschließend bekleidete er bis 1994 dieselbe Funktion in Rabat, Marokko.
Von 1961 bis zu ihrem frühen Tod war Hofmann mit Elizabeth Ann Griffeth verheiratet; sein Sohn John Chaské Alexander Hofmann, geboren 1963, stammt von ihr. Von 1972 bis 2002 folgte seine Ehe mit der türkischen Harfenistin und Schönheitskönigin Bülben Uz. Seit 2003 lebte er in Bonn mit der ehemaligen bulgarischen Ballettmeisterin Iskra Zankova zusammen. Murad Wilfried Hofmann starb im Januar 2020 nach längerer schwerer Krankheit im Alter von 88 Jahren in Bonn.
1984 erhielt er das Bundesverdienstkreuz am Bande des Verdienstordens der Bundesrepublik Deutschland. 2009 erfolgte durch Scheich Muhammad bin Raschid Al Maktum die Auszeichnung zur „Islamischen Persönlichkeit des Jahres“ im Rahmen des Dubai International Holy Quran Award, und 2010 wurde Hofmann durch den jordanischen König Abdullah II. bin al-Hussein in Amman mit der „Freiheitsmedaille 1. Klasse“ geehrt, der höchsten Auszeichnung unter den für Ausländer vorgesehenen Orden.

## Islam
1980 konvertierte Hofmann in Bonn zum sunnitischen Islam. Er führte seit 1982 siebenmal die kleine Pilgerfahrt (Umra) und zweimal (1992 und 2003) die große Pilgerfahrt (Haddsch) nach Mekka durch. Seit 1994 hielt er häufig Vorträge in Westeuropa, den USA und der islamischen Welt. Er war Vollmitglied der Ahl al-Bayt Foundation for Islamic Thought in Amman (Jordanien), Beirat und Ehrenmitglied des Zentralrats der Muslime in Deutschland und Mitglied des Scharia-Rats der muslimischen Bosna Bank International in Sarajewo. Von 1994 bis 2008 hielt er in 31 Ländern rund 350 Vorträge über islamische Themen. 2008 wurde er von den Lesern der Islamischen Zeitung (Berlin) zum „wichtigsten Muslim in Deutschland“ gewählt. 2009 zeichnete ihn das Staatsoberhaupt des Emirats Dubai als „Islamische Persönlichkeit des Jahres“ aus. 2009, 2010, 2011, 2017 wurde er in der Liste der weltweit 500 wichtigsten muslimischen Persönlichkeiten des Prinz-al-Walid-bin-Talal-Zentrums für muslimisch-christliche Verständigung der Georgetown University und des Royal Islamic Strategic Studies Centre von Jordanien aufgeführt.

### Schriften zum Islam
Zu Themen des Islam schrieb Hofmann mehrere Bücher. Die meisten davon liegen auch auf Arabisch und Englisch vor; einige auf Albanisch, Arabisch, Bosnisch, Französisch, Malayalam, Türkisch und Ungarisch. Seine Schriften veröffentlichte er unter den Namen Murad Wilfried Hofmann, Murad W. Hofmann und Murad Hofmann. Zur ersten Auflage seines 1992 erschienenen Buches Der Islam als Alternative schrieb Annemarie Schimmel das Vorwort. 1998 veröffentlichte er eine Neubearbeitung der Koranübersetzung von Max Henning. Außerdem war er als Literaturkritiker der in Markfield (Leicestershire) vierteljährlich erscheinenden Muslim World Book Review, des Oxford Journal of Islamic Studies und der pakistanischen Vierteljahreszeitschrift Islamic Studies tätig (rund 200 Kritiken). Daneben veröffentlichte er unregelmäßig Aufsätze und Artikel in der Islamischen Zeitung (Berlin), dem American Journal of Islamic Social Studies (Washington, D.C.), Encounters (Markfield, LE, UK) und in den Islamic Studies (Islamabad).

### Positionen

#### Der Islam als Alternative zum westlichen Lebensstil
Entsprechend einem programmatischen Buchtitel verstand Hofmann den Islam als Alternative zu der von ihm als degeneriert empfundenen westlichen Lebenswelt. Er wandte sich gegen die „säkularistischen Ideologen“ des Westens, die für eine fatale moralische Degeneration verantwortlich seien. Für seine Sicht der westlichen Gesellschaft mag die folgende Aussage über die westliche Jugend aus dem Buch Der Islam als Alternative stehen: „Schauen wir sie nur an, diese Opfer einer scheinbar werteneutralen Industriegesellschaft. Sie haben alles – Autonomie, Lebenssicherung von der Wiege bis zur Bahre, Sex ohne Tabus, Drogen fast nach Belieben, viel freie Zeit und alle je erdachten Menschenrechte. Aber sie erfühlen eine existentielle Leere […].“
Hofmanns Kritik der Säkularisierung als Degeneration drückt den Konflikt zwischen Gemeinschaft und Gesellschaft aus, der von Ferdinand Tönnies und Helmuth Plessner beschrieben wurde.

#### Mohammed als politisches Vorbild
Hofmann hat bei der Politik der deutschen „Alkohol-Nikotin-Schweinefleisch-Gesellschaft“ den fehlenden Mut zum Verbot des Alkoholgenusses beklagt. Demgegenüber nannte er Mohammeds Verhalten als politisches Vorbild: „Die politisch Verantwortlichen übersehen die Folgen des Alkohols für die Volksgesundheit und Volkswirtschaft (Arbeitsausfall; Ressourcen-Verschwendung; Unfälle) nicht. Doch sie haben nicht die Kraft und den Willen, das Unpopuläre, aber Richtige durchzusetzen. Als ob es seinerzeit für den Propheten in Medina opportuner und populärer gewesen wäre, den Muslimen diese Form des ‚Opiums fürs Volk‘ zu nehmen. Als die Muslime damals ihre Palmweinvorräte auf die Gasse gossen, demonstrierten sie, daß auch Unpopuläres populär werden kann, sofern es an Führung nicht mangelt.“
An anderer Stelle betrachtete er das politische, militärische und ökonomische Geschick Mohammeds sogar als eine Art Beweis für seine göttliche Sendung: „Wenn man zeitbedingte Wundergläubigkeit und nachträgliche politische Gewichtungen auch abstreicht, so bleibt doch eine staatsmännische Persönlichkeit von großem Willen, Charisma und taktischer Schläue.“ Ausdrücklich nennt er den „diplomatischen Coup“ des Waffenstillstands von (al-)Hudaybiya, „der in Wirklichkeit eine vorweggenommene Kapitulation der Mekkaner bedeutete“, und „die Stadtverfassung von al-Madina […], die Muhammad in Form eines Vertrages zwischen den Muslimen und der jüdischen Gemeinde diktierte“. Dazu ergänzt er: „Wenn man den kaufmännischen Erfolg des Propheten hinzu nimmt sowie die Weisheit seiner richterlichen Tätigkeit, dann wird geradezu rätselhaft, wie ein Analphabet im rückständigen Arabien ohne formale Schulung solche Qualitäten entwickelt haben sollte, ganz abgesehen von der sprachlichen Wucht seiner geoffenbarten Mitteilungen. Mit rechten Dingen kann dies nicht zugegangen sein. Muß also wohl mit göttlichen Dingen zugegangen sein.“

#### Auffassung vom Koran
Nach Hofmann ist islamischer Glaube, der nicht den Koran in seiner arabischen Ursprache für die wortwörtlich offenbarte Botschaft Gottes hält, unmöglich: „Satz für Satz, Wort für Wort Sein [=Gottes] herabgekommenes Wort, Seine unmittelbare, Sprache gewordene Mitteilung. […] Die Anerkennung des Korans als Gottes Wort ist für den Muslim konstitutiv. Wer dies nicht glaubt, ist kein Muslim.“ Von diesem traditionellen Koran-Verständnis aus sind für Hofmann „alle wahren Muslime notwendig Fundamentalisten“ im ursprünglichen Sinn des Wortes als Schriftgläubigkeit, und er zeigt sich beeindruckt von traditionellen Koranschulen, in denen die Schüler nichts anderes als den Koran auswendig lernen. Nach seiner Ansicht enthält der Koran keine Aussagen, die gesicherten naturwissenschaftlichen Erkenntnissen widersprechen. Ferner erklärt er, dass bereits Phänomene wie der Urknall, die Existenz mehrerer Galaxien und die Ausbreitung des Weltalls im Koran beschrieben würden.

#### Rationalität und Überlegenheit des Islam
In seinem Vortrag Ein philosophischer Weg zum Islam ging Hofmann von einer ausgesprochen kritischen Funktion der Philosophie aus, deren Aufgabe es sei, „ausschließlich nach Vorbild von Fritz Mauthner und Ludwig Wittgenstein – also noch radikaler als Immanuel Kant – Erkenntniskritik zu sein, also die Grenzen des Sagbaren aufzuzeigen“. Aber auch vor dem Hintergrund einer solch kritischen Philosophie sei die Existenz Gottes eine Denknotwendigkeit: „Diese Vorprägung unseres Denkens gebietet es uns, von der Existenz der Welt auf die Existenz eines Schöpfers von höherer Individualität (Intelligenz) als unserer eigenen zu schließen.“ Die Aussagen, die sich über die Eigenschaften Gottes machen lassen, seien aber „je konkreter […], um so ungesicherter und potentiell unsinniger“, so dass sich schließlich ergibt, dass das „gewaltige, unvermenschlichte Gottesbild, dem Muhammad als Siegel der Propheten zum Durchbruch verhalf, das dem modernen, naturwissenschaftlich orientierten, emanzipierten Menschen gemäße ist.“ Der islamische Gottesbegriff sei „modern geblieben, da er der abstrakteste ist“.
Gegenüber dem Christentum mit seiner Auffassung von der Trinität Gottes und anderen Mysterien berief sich Hofmann auch an anderer Stelle auf die größere Rationalität und Einfachheit des Islam sowie auf die größere Treue der islamischen Überlieferung zu ihrem Ursprung, durch die das Leben und Wirken Mohammeds vollständig im Licht der Geschichte stehe, während das Leben Jesu schon früh von Legenden überwuchert sei. Von dieser Grundlage leitete er ein berechtigtes Überlegenheitsbewusstsein des Muslims ab: „Der muslimische Gläubige mag bettelarm und Analphabet sein und vom Qur'an nur al-Fātiha und al-Ichlas kennen. Gleichwohl wird er sich jedem Nichtmuslim gegenüber wie ein König fühlen, als ein Wissender, haushoch allen überlegen, die ihm etwas von einem 'Gottessohn', einer 'Muttergottes', drei Personen Gottes, Erbsünde und Erlösung, Sakramenten und unfehlbarem Papst erzählen wollen. Der arme, des Lesens unkundige Muslim spricht: 'Es gibt keinen Gott außer GOTT'. Und weiß, daß die Zeit der Unwissenheit nicht hinter allen, aber hinter ihm liegt.“

#### Verhältnis des Islam zu anderen Religionen
Das islamische Minderheitenrecht bezeichnete Hofmann als „das liberalste Statut für Andersgläubige“, „das die Welt bis heute gesehen oder normiert hat“.

#### Verhältnis zur Bestrafung für den Abfall vom Islam
„Ursprünglich wurden nur abtrünnige Ex-Muslime strafverfolgt, das aber zu Recht, wenn sie Hochverrat (ar-ridda) begangen hatten, also den Islam im Sinne der 5. Sure (al-Ma'ida): 33 aktiv bekämpften, ihm durch Verweigerung der geschuldeten Steuern schadeten oder auf Erden Unheil stifteten. Die Bestrafung von Hochverrat, vor allem im Krieg möglicherweise mit dem Tod, ist weltweit Praxis und verstößt nicht eo ipso gegen die Menschenrechte“.

#### Der islamische Staat
In seinen Büchern Islam und Der Islam als Alternative beschrieb Hofmann Bausteine eines islamischen Staates. Das Oberhaupt dieses Staates nannte er amir oder Kalif. Dieser müsse Muslim sein. Der Islam sei Staatsreligion. Die Regierung müsse sich entsprechend dem Prinzip der Schura (Beratung) mit dem Volk abstimmen. Eine unbeschränkte Volkssouveränität herrsche nicht, da die islamische Regierung „Vollstrecker der Scharia im weitesten Sinne“ sei und „die Gesetzgebung mit der Scharia als oberste Verfassungsnorm übereinstimmen“ müsse. Ausgewählte Merkmale dieses Staatsentwurfes:
- Garantie des Rechts auf Eigentum
- Verbot von Zinsnehmen, Spekulation, Horten von Waren und Herstellung und Handel mit verbotenen Konsumgütern (z. B. Alkohol und Schweine)
- Gewährleistung des Schutzes „rassischer Minderheiten“. Der Koran lasse den Sklavenstatus nur für Kriegsgefangene zu und behandle Sklaverei als zu überwindende Institution.
- Religiöse Minderheiten, in erster Linie „Leute des Buches“ (ahl al-kitab) dürfen ihren Glauben weiterhin ausüben und ihre Angelegenheiten autonom regeln, „solange sie nicht Staatsbürger […] werden wollen“. Sie zahlen „lediglich eine Kopfsteuer (Dschizya) und sind von der Wehrpflicht befreit“.[28]
- „Hundehaltung innerhalb von Wohnungen wird im Gegensatz zum Halten reinlicher Katzen als unhygienisch abgelehnt.“[29]

### Kritik
Kritiker bezeichnen Hofmanns Beschreibung der moralischen Degeneration der westlichen Gesellschaft als stereotyp gefärbt und vermissen zudem eine kritische Sicht westlicher gesellschaftlicher Grundwerte, so etwa in der oben zitierten Schilderung der westlichen Jugend. Im Gegensatz zu Hofmann bezeichnet Adel Theodor Khoury den Rechtsstatus von Minderheiten im Islam als den von Bürgern zweiter Klasse: „Das klassische Rechtssystem des Islam geht dagegen von einer einheitlichen Gesellschaft aus, der Gesellschaft der Muslime, welche ihre Beziehungen zu den Minderheiten aufgrund von geschlossenen Verträgen regelt. Der Rechtsstatus von Minderheiten beruht hier auf einem Vertrag zwischen Eroberern und Unterworfenen, zwischen Siegern und Besiegten, einem Vertrag, der aus den Muslimen die eigentlichen Vollbürger des Landes und aus den anderen nur 'Schutzbürger' macht.“
In seinem Taschenbuch Islam, Diederichs kompakt, Kreuzlingen/München 2001, schreibt Hofmann auf S. 74: „Solange sie [=die Nichtmuslime] keine Staatsbürger – mit allen sich daraus ergebenden steuerlichen und wehrrechtlichen Pflichten – werden wollen, zahlen sie lediglich eine Kopfsteuer und sind damit von der Wehrpflicht befreit.“ Damit wird verschwiegen, dass Nichtmuslime in einem von ihm erträumten islamischen Staat nur dann Staatsbürger im vollen Sinn werden können, wenn sie zum Islam konvertieren. Hofmanns Bezeichnung des islamischen Minderheitenrechts kann laut seinen Kritikern also nicht liberal im westlichen Sinne bedeuten. Der evangelische Theologe und Bibelwissenschaftler Meik Gerhards bezeichnet Hofmanns Würdigung des islamischen Minderheitenrechts sogar als einen „Hohn auf unsere liberale Gesellschaftsordnung“. Im Bericht des baden-württembergischen Verfassungsschutzes aus dem Jahre 2004 wird Hofmann zudem eine „ablehnende Haltung gegenüber der Rolle des Individuums im Westen“ vorgeworfen, „welche er als 'Vergötterung' des Einzelnen empfindet und deren positive Aspekte wie persönliche Freiheit oder Persönlichkeitsrechte er völlig ausblendet“.
Kritiker werfen Hofmann eine einseitige Haltung vor: Gegenüber dem Christentum beziehe er sich auf kritische Ergebnisse der Bibelwissenschaften, so etwa auf Gerd Lüdemann, folgere daraus eine Krise der christlichen Christologie und hebe die Glaubwürdigkeit des Koran im Unterschied zur Bibel hervor. Zur Entstehung des Koran beschränke er sich hingegen auf ein unkritisches traditionell-islamisches Bild und vernachlässige dabei kritische Ergebnisse der islamwissenschaftlichen Forschung.

## Tanz und Ballettkritik
Als Gymnasiast war Hofmann Demonstrationstänzer einer Tanzschule; als Student gab er Tanzunterricht in München. Am Konservatorium Bern erhielt er Unterricht am Jazz-Schlagzeug. Von 1954 bis 1979 war er als internationaler Ballettkritiker für die Monatszeitschriften Das Tanzarchiv (Hamburg, später Köln), Ballet Today (London) und Dance News (New York) tätig. In München gründete er mit Karl Viktor Prinz zu Wied die Freunde des Balletts e. V. Dem Nachwuchsensemble Les Ballets Sachnowsky der Ballettpädagogin Lula von Sachnowsky diente er als Manager. Seit 2003 arbeitete er eng mit der Ballettpädagogin Iskra Zankova zusammen.

## Sonstiges
Hofmann war als einziger muslimischer Intellektueller aus Deutschland einer der 138 Unterzeichner des offenen Briefes Ein gemeinsames Wort zwischen Uns und Euch (engl. A Common Word Between Us & You), den Persönlichkeiten des Islam an „Führer christlicher Kirchen überall“ (engl. „Leaders of Christian Churches, everywhere …“) sandten (13. Oktober 2007).

## Veröffentlichungen
(Auswahl)
- 1973 Of Beauty and the Dance: Towards an Aesthetics of Ballet. In: Three Essays in Dance Aesthetic. Dance Perspectives No. 55, New York.
- 1973 Die Beteiligung der Bundesrepublik Deutschland an den Entscheidungsprozessen der NATO. In: Regionale Verflechtung der Bundesrepublik Deutschland. Oldenbourg-Verlag, München, ISBN 3-486-47711-0, S. 143–166.
- 1981 Wie MBFR begann. In: Im Dienste Deutschland und des Rechtes, Festschrift für Wilhelm G. Grewe. Nomos, Baden-Baden, ISBN 3-7890-0711-0.
- 1981 Ein philosophischer Weg zum Islam. 2. Auflage. Verlag Islamische Bibliothek Rassoul, Köln 1983, ISBN 3-8217-0027-0.
- 1983 Die Rolle von Seestreitkräften in der Außenpolitik. In: Der Einsatz von Seestreitkräften im Dienst der Auswärtigen Politik. Mittler, Herford, ISBN 3-8132-0156-2, S. 137–145.
- 1984 Is NATO's Defence Policy facing a Crisis? In: Non-Nuclear War in Europe. Groningen University Press, Groningen, S. 297–301.
- 1984 Zur Rolle der islamischen Philosophie. Köln, ISBN 3-8217-0035-1.
- 1985 Tagebuch eines deutschen Muslims. 6. erw. Auflage. Istanbul 2007, ISBN 978-975-454-143-4.
- 1992 Der Islam als Alternative. Diederichs, München 1992, 6. Auflage Istanbul 2010, Germany ISBN 978-3-941775-00-8.
- 1996 Reise nach Mekka. Diederichs, Cagri Yayinlari Istanbul, 2. Auflage 2009, ISBN 3-424-01308-0.
- 1998 Überarbeitung der Koranübersetzung von Max Henning, 7. Auflage. Istanbul/München, ISBN 975-454-026-8.
- 2000 Der Islam im 3. Jahrtausend. Diederichs-Hugendubel, 3. Auflage, Istanbul 2010, Germany ISBN 978-3-941775-01-5.
- 2001 Islam. 7. Auflage. Diederichs kompakt, ISBN 3-7205-2191-5.
- 2002 Koran. 4. Auflage. Diederichs kompakt, ISBN 3-7205-2316-0.
- 2005 Religious Pluralism and Islam in a Polarized Word. In: Islam and Global Dialogue. Ashgate, Aldershot, ISBN 0-7546-5307-2, S. 235–245.
- 2005 Strafgedanke und Psychologie in der Nuklearstrategie. In: Perspektiven des Strafvollzugs. Festschrift für Georg Wagner. Centaurus, Herbolzheim, ISBN 3-8255-0446-8, S. 299–306.
- 2006 Islam in Deutschland – eine Prise Geschichte.
- 2007 Den Islam Verstehen – Vorträge 1996-2006. 2. Auflage, Istanbul 2010, ISBN 978-975-454-125-0.
- 2007 Comprendre l’Islam. Istanbul, ISBN 978-975-454-124-3.
- 2008 Islam’i Anlamak. Istanbul, ISBN 978-975-454-150-2.
- 2008 Understanding Islam. Istanbul, ISBN 978-975-454-151-9.
- 2012 „Die Beziehungen der Muslime zur freiheitlich-demokratischen Rechtsordnung“, in: Rauf Ceylan, Islam und Diaspora, S. 139 ff., Frankfurt, ISBN 978-3-631-63405-9